# Crusnes
 Crusnes  es una comuna y población de Francia, en la región de Champaña-Ardenas, departamento de Meurthe y Mosela, en el distrito de Briey y cantón de Audun-le-Roman.
Su población en el censo de 1999 era de 1.602 habitantes.
Está integrada en la Communauté de communes du Pays Audunois .

## Demografía
| 2615 | 2186 | 1843 | 1590 | 1660 | 1602 |
| Para los censos de 1962 a 1999 la población legal corresponde a la población sin duplicidades (Fuente: INSEE [Consultar]) |      |      |      |      |      |